# Andrena gregaria
Andrena gregaria är en biart som beskrevs av Warncke 1974. Andrena gregaria ingår i släktet sandbin, och familjen grävbin. Inga underarter finns listade i Catalogue of Life.